# Lee Sang-yoon
Dans ce nom, le nom de famille, Lee, précède le nom personnel.
Lee Sang-yoon est un footballeur coréen né le 10 avril 1969, à Daejeon en Corée du Sud.
Il joue au poste d'attaquant.

## Biographie
Lee Sang-yoon effectue la quasi-totalité de sa carrière dans son pays d'origine. Il compte 29 sélections et 12 buts pour la sélection sud-coréenne.
En 1999, il est recruté par le FC Lorient afin de renforcer l'attaque du club qui lutte pour le maintien. Son adaptation est un véritable échec et le club descend en D2.
Il prend sa retraite en 2001 et embrasse par la suite une carrière d'entraîneur.
Lee Sang-Yoon participe à deux Coupes du monde avec la Corée, en 1990 et en 1998.

## Palmarès
- Championnat de Corée du Sud :
  - Champion : 1993, 1994, 1995
  - Vice-Champion : 1992

- Coupe de Corée du Sud :
  - Vainqueur : 1999
  - Finaliste : 1997, 2000

- Coupe de la Ligue sud-coréenne :
  - Vainqueur : 1992
  - Finaliste : 1995, 2000

- Ligue des champions de l'AFC :
  - Vainqueur : 1996
  - Finaliste : 1997

- Supercoupe d'Asie :
  - Vainqueur : 1996

- Coupe afro-asiatique des clubs
  - Vainqueur : 1996